# Округ Гибсон (Тенеси)
Округ Гибсон (енгл. Gibson County) је округ у америчкој савезној држави Тенеси.

## Демографија
По попису из 2010. године број становника је 49.683, што је 1.531 (3,2%) становника више него 2000. године.
| Група             | 2000.          | 2010.          |
| Белци             | 37.661 (78,2%) | 38.571 (77,6%) |
| Афроамериканци    | 9.497 (19,7%)  | 9.340 (18,8%)  |
| Азијати           | 67 (0,1%)      | 106 (0,2%)     |
| Хиспаноамериканци | 540 (1,1%)     | 1.012 (2,0%)   |
| Укупно            | 48.152         | 49.683         |